# サッカープラネット
『サッカープラネット』とは、NHK BS1で2013年4月7日から2015年3月29日まで放送されたサッカー専門情報番組である。

## 概要
この番組では、海外で活躍する日本人選手が増え、世界のサッカーの関心が高まっている中で、このような視聴者の関心に答えるため、毎週、サッカーの最前線を紹介した。

世界中で260億人もがテレビ観戦するサッカーの“FIFAワールドカップ”。そのブラジル大会開催まであと1年に迫った。
31の出場枠を勝ち取るため、各大陸では今年夏から秋にかけて、激しく熱い戦いが繰り広げられていく。 
4月からBS1でスタートする新番組「サッカープラネット」は、世界最大のスポーツイベント“FIFAワールドカップ”を目指し、鎬を削る世界各国・地域のサッカー事情を徹底的に取材、その戦略や戦術を余すところなく伝える。
また“世界のサムライに会いたい”では、海外43か国のピッチで活躍する日本の若きサムライたちを訪ね、ゲームでのプレーはもちろん、その日常にも密着しサムライたちの素顔に迫る。 
さらに、熱烈ファンが引き起こした、あっと驚く出来事に注目する“仰天！サッカー熱狂事件簿”や、名将・一流選手が残した珠玉の言葉から学ぶ“人生に役立つ！ピッチの名言”も紹介。

実際の放送でもこれに沿い、世界各国の代表やクラブの活動や日本人選手の活躍、さらにはサッカーに関連した社会現象や、サッカーに関連する各種目を紹介した。

## 放送時間
- 2013年度：日曜日 23時00分 - 23時44分
- 2014年度：日曜日 21時00分 - 21時44分
2014年度は、日曜日にJ1リーグ中継が組まれる場合はそのハイライト番組『Jリーグタイム』を放送するため、その週は休止とした。またまれにNHKプロ野球ナイター中継で休止した日もある。

## 出演者

### 司会
- 古賀一（NHKアナウンサー）
- 新井麻希（2014年4月 - 2015年3月）（フリーアナウンサー、元TBSアナウンサー）

### 過去の司会
- 高橋愛（2013年4月7日 - 2014年3月）[4]
- 吉澤ひとみ（2013年5月12日・19日放送分）
吉澤はモーニング娘。で高橋の先輩にあたり、同グループなどで作る女性芸能人フットサルチーム、Gatas Brilhantes H.P.のキャプテン。喉の手術のために休養した高橋の代役を務めた。

### コメンテーター
- 山本浩（法政大学教授、元NHKアナウンサー）
- ほか週替わり数名[5]

### コーナー担当
- 山崎バニラ （サッカー熱狂事件簿コーナー担当）